# Ronny Heberson Furtado de Araújo
Ronny Heberson Furtado d'Araújo, o simplement Ronny (nascut l'11 de maig de 1986 a Fortaleza), és un exfutbolista brasiler que jugava de lateral esquerre. El 26 de novembre 2006 va executar un llançament directe a 210,9 km/h, el llançament més potent mai registrat a la història del futbol.